# Loïc Rémy
Loïc Rémy (Rillieux-la-Pape, França, 2 de gener de 1987) és un exfutbolista francès que jugava com a davanter. Fou internacional amb França.
El 13 de maig de 2014, l'entrenador de la selecció francesa Didier Deschamps el va incloure a la llista final de 23 jugadors que representaran França a la Copa del Món de Futbol de 2014.